# Khonsu

Khonsu com falcó portant el disc lunar

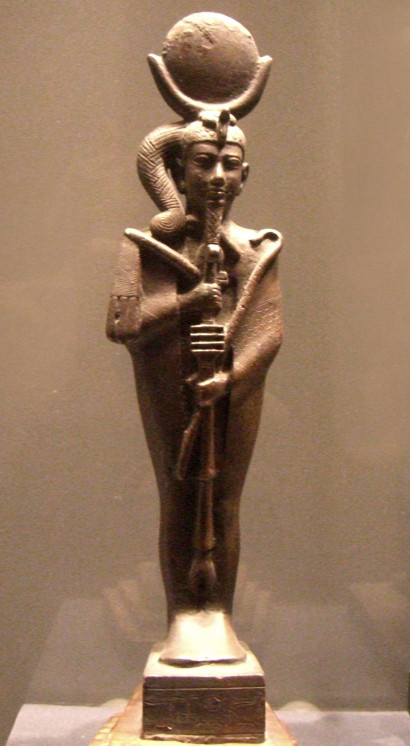
Estatueta de Khonsu. Louvre

Khonsu, Khensu o Chons és el déu de la Lluna de la mitologia egípcia. Formava part de la tríada de Tebes al costat dels seus pares Ammon i Mut, on rebia el títol de Khonsu el Magnànim. El seu nom prové de les paraules placenta (kh) i rei (nsu), que significa 'la Placenta Reial'. Khonsu apareix representat com un home amb barba en actitud de marxa, que es transforma en un nen embenat com una mòmia i amb un disc lunar sobre el cap i una cueta lateral. Duu un collaret menat sobre el pit i, a les mans, els ceptres corresponents. En el seu aspecte celeste es mostra amb cap de falcó, identificat amb el déu Horus.

## Iconografia
Home barbat en posició de marxa (Imperi Antic), que es transforma en un nen momiforme, coronat per una Lluna creixent i disc lunar; amb uraeus i coleta lateral, com a distintiu de joventut; porta un ceptre uas, amb dyed, anj, heqa (cayado) i nejej (maial), i de vegades, el collaret menat sobre el pit o a les mans.
També se'l va representar com a home amb cap de falcó, coronat amb el disc lunar i una Lluna creixent; i altres variants, com babuí (considerat com a animal lunar pels antics egipcis), toro o doble toro (en la seva activitat germinadora i en la Duat).
En època tardana, va ser representat com a "déu que allunya els esperits del mal", déu remeier.

## Mitologia
És esmentat en els Textos de les Piràmides i en els Textos dels Sarcòfags com un déu agressiu i cruel, encarregat d'alimentar als déus, ajudar al faraó en la caça i exercir de protector contra els genis malignes. Khonsu és un déu lunar que viatja de nit pels cels en la seva barca.
En la tríada de Tebes apareix com a fill d'Amon i Mut.

## Sincretisme
Se li va fusionar amb el déu Iah, prenent el seu nou aspecte i funcions. És possible que durant l'Imperi Mitjà esdevingués la seva inclusió a les regions de Gebelein i Tebes, prenent els atributs d'Osiris, Ptah, Hathor i Thot, afermant-se en l'Imperi Nou en integrar-se en la mitologia local. Al nord, Herishef va poder ser una forma de Khonsu.

## Epítets
Se li assignen els epítets de «Forrellat de la joventut», «El que travessa» o «El viatger» (com a déu lunar).

## Culte
El seu temple principal es troba a Karnak, dins del recinte del temple d'Amon.
A Kom Ombo va ser adorat com a fill de Sobek i Hathor.
| Aa1 · n | M23 | w | A40 |

| Aa1 · n | M23 | w | A40 |

## Noms teòfors
El seu nom forma part de noms d'autoritats com Dyedjonsuefanj, Summe Sacerdot d'Amon a Tebes.